# Akitsushima
Ne doit pas être confondu avec Akitsushima (transport d'hydravions).
L’Akitsushima est un croiseur protégé unique de deuxième classe, construit à l'arsenal naval de Yokosuka pour la Marine impériale japonaise.
Il prend son nom dans la mythologie Kojiki.

## Conception
L’Akitsushima fut le seul croiseur prévu dans les budgets japonais de 1889. Il était initialement prévu comme la quatrième unité de la classe Matsushima selon la philosophie de la Jeune École de Louis-Émile Bertin. Mais les ingénieurs japonais désiraient des canons multiples au lieu du canon unique de l'ingénieur français Gustave Canet. Son armement fut d'abord copié sur celui du Chiyoda, mais la marine a estimé l'artillerie trop légère et a exigé des canons à tir rapide de 152 mm de type Armstrong surclassant le Akitshushima par rapport à la classe Matsushima.

## Histoire
Après le déclenchement de la première guerre sino-japonaise, Kamimura Hikonojō amiral de la flotte, a été désigné comme commandant du croiseur Akitsushima et a remporté une distinction lors de la bataille de Yalu River le 17 septembre 1894.

Puis il a pris part, en 1895, à l'invasion de Taïwan et au bombardement des forts côtiers chinois de Kaohsiung le 13 octobre 1895.

Durant la guerre hispano-américaine de 1898, alors basé à Magong sur l'archipel des Pescadores l’Akitsushima est envoyé à Manille aux Philippines pour préserver les intérêts japonais et ses ressortissants.

À partir du 21 mars 1898, il est classé en croiseur de 3e classe et devient un escorteur des troupes japonaises et des fournitures au cours de la révolte des Boxers
Durant la guerre russo-japonaise (1904-05), l’Akitsushima, trop peu blindé, est basé aux îles de Tsushima. Il patrouille sur les voies maritimes entre Tsushima et Port-Arthur. Il est affecté à la 3e Flotte japonaise lors de la bataille de Tsushima.

À partir du 12 août 1912, malgré son armement désuet et son âge, il est reclassifié en 2e classe. Il est appelé pendant la Première Guerre mondiale pour combattre la marine impériale allemande au cours du siège de Tsingtao. Durant le reste de la guerre, il patrouille entre Bornéo, Singapour, Manille et Saïgon contre les pillards allemands dans le cadre de sa contribution dans l'alliance anglo-japonaise.
Après la guerre, il fut maintenu en service comme navire-école à partir du 30 avril 1921. Il a été démantelé le 10 janvier 1927.